# Chrysops latifrons
Chrysops latifrons är en tvåvingeart som beskrevs av Noelle M. Brennan 1935. Chrysops latifrons ingår i släktet Chrysops och familjen bromsar. Inga underarter finns listade i Catalogue of Life.